# Französische Meisterschaften im Biathlon 2010
Die Französischen Meisterschaften im Biathlon 2010 wurden sowohl für Männer als auch für Frauen in jeweils einem Wettbewerb im Massenstart und im Super-Sprint sowie eine Mixed-Staffel veranstaltet.

## Männer

### Massenstart
| Platz | Starter          | Verein | Zeit | Schießfehler |
| ----- | ---------------- | ------ | ---- | ------------ |
| 1     | Vincent Jay      |        |      |              |
| 2     | Loïs Habert      |        |      |              |
| 3     | Vincent Defrasne |        |      |              |

Datum:

### Supersprint
| Platz | Starter                | Verein | Zeit | Schießfehler |
| ----- | ---------------------- | ------ | ---- | ------------ |
| 1     | Jean-Guillaume Béatrix |        |      |              |
| 2     | Vincent Jay            |        |      |              |
| 3     | Tanguy Roche           |        |      |              |

Datum:

## Frauen

### Massenstart
| Platz | Starter            | Verein | Zeit | Schießfehler |
| ----- | ------------------ | ------ | ---- | ------------ |
| 1     | Marie-Laure Brunet |        |      |              |
| 2     | Sandrine Bailly    |        |      |              |
| 3     | Marie Dorin        |        |      |              |

Datum:

### Supersprint
| Platz | Starter             | Verein | Zeit | Schießfehler |
| ----- | ------------------- | ------ | ---- | ------------ |
| 1     | Marie-Laure Brunet  |        |      |              |
| 2     | Sandrine Bailly     |        |      |              |
| 3     | Julie Carraz-Collin |        |      |              |

Datum:

## Mixed-Staffel
| Platz | Starter                                                              | Verein        | Zeit |
| ----- | -------------------------------------------------------------------- | ------------- | ---- |
| 1     | Marie-Laure Brunet Marie Dorin Jean-Guillaume Béatrix Simon Fourcade | Dauphine I    |      |
| 2     | Julie Carraz-Collin Marine Bolliet Alexis Bœuf Vincent Jay           | Savoie I      |      |
| 3     | Anaïs Bescond Leslie Mercier Arnaud Langel Vincent Defrasne          | Massif Jura I |      |

Datum: